# Nikte Sotomayor
Nikte Alejandra Sotomayor Ovando (* 1. Juli 1994 in Retalhuleu) ist eine guatemaltekische Badmintonspielerin. 

## Karriere
Nikte Sotomayor wurde bei den Zentralamerika- und Karibikspielen 2010 Dritte im Mixed. Bei den Guatemala International siegte sie 2012 und 2013. Bei der Carebaco-Meisterschaft war sie 2013 erfolgreich. Bei den Juegos Bolivarianos 2013 gewann sie drei Silber- und eine Bronzemedaille. 2017 siegte sie bei der Guatemala Future Series.